# Saison 5 de Famille d'accueil
Chronologie
Saison 4 Saison 6
Cet article présente les épisodes de la cinquième saison de la série télévisée française Famille d'accueil (2001-2016).

## Distribution
- Virginie Lemoine : Marion Ferrière
- Christian Charmetant : Daniel Ferrière
- Lucie Barret : Charlotte Ferrière
- Samantha Rénier : Juliette Ferrière
- Smaïl Mekki : Khaled
- Doriane Louisy Louis-Joseph : Louise Ferrière
- Antoine Ferey : Tim Ferrière
- Ginette Garcin : tante Jeanne

## Épisodes

### Épisode 1:Le Petit du coucou
- France : 2005 sur France 3

### Épisode 2:Un long silence
- France : mardi 20 janvier 2004 sur France 3

### Épisode 3:Le Témoin
- France : 2005 sur France 3

- Antoine Ferey prend définitivement le rôle de Tim Ferrière.

### Épisode 4:Hugo
- France : 2006 sur France 3

### Épisode 5:La Mauvaise Pente
- France : 2006 sur France 3